# Hoffmannseggia erecta
Hoffmannseggia erecta es una especie de planta floral del género Hoffmannseggia, tribu Caesalpinieae. Fue descrita por Phil. y publicada por primera vez en Anales Univ. Chile 84: 437 (1893).
Es una planta perenne que crece en zonas templadas.

## Distribución
Se distribuye por el noroeste y sur de Argentina y el centro y norte de Chile.